# Más (álbum)
Más es el título del quinto álbum de estudio oficial grabado por el cantautor español Alejandro Sanz. Fue lanzado al mercado por la compañía discográfica WEA Latina el 4 de septiembre de 1997. Es el álbum más vendido de su carrera (más de 6 millones de copias), así como el más vendido de la historia de España. Contiene los sencillos «Y, ¿si fuera ella?», «Amiga mía», «Aquello que me diste», «Si hay Dios», «Hoy que no estás», «Siempre es de noche» y el gran éxito «Corazón partío» que cuenta con la participación del guitarrista español, Vicente Amigo. El éxito del álbum no solo se debe al esquemático sonido incorporado, sino también a la profundidad de sus letras.

## Antecedentes y lanzamiento
El álbum fue producido por Emanuele Ruffinengo y coproducido por Miguel Ángel Arenas, quienes ya habían trabajado en el álbum anterior del artista 3 (1995). 
Más (Edición 2006) es una reedición del multipremiado álbum Más lanzado al mercado el 4 de septiembre de 1997. Contiene un CD + DVD. El CD contiene las 10 canciones originales más 3 demos de los temas "Corazón Partío", "Amiga mía" y "Y, Si fuera ella?". Mientras que en el DVD se incluyen todos los videoclips y clips del Tour Más '98.

## Recepción
Fue incluido en el puesto número cuarenta y uno de la lista Los 50 mejores discos del rock español que recogía los mejores discos desde el inicio del rock en español.

## Lista de canciones
Todas las canciones escritas y compuestas por Alejandro Sanz. 
| Más |                             |                |          |  |
| N.º | Título                      | Escritor(es)   | Duración |  |
| 1.  | «Y, ¿si fuera ella?»        | Alejandro Sanz | 5:22     |  |
| 2.  | «Ese último momento»        | Alejandro Sanz | 5:04     |  |
| 3.  | «Corazón partío»            | Alejandro Sanz | 5:46     |  |
| 4.  | «Siempre es de noche»       | Alejandro Sanz | 4:48     |  |
| 5.  | «La margarita dijo no»      | Alejandro Sanz | 4:53     |  |
| 6.  | «Hoy que no estás»          | Alejandro Sanz | 5:10     |  |
| 7.  | «Un charquito de estrellas» | Alejandro Sanz | 4:50     |  |
| 8.  | «Amiga mía»                 | Alejandro Sanz | 4:48     |  |
| 9.  | «Si hay Dios...»            | Alejandro Sanz | 5:36     |  |
| 10. | «Aquello que me diste»      | Alejandro Sanz | 4:46     |  |

| Más (edición especial) |                             |          |  |
| N.º                    | Título                      | Duración |  |
| 11.                    | «Corazón partío [Demo]»     | 4:10     |  |
| 12.                    | «Amiga mía [Demo]»          | 4:40     |  |
| 13.                    | «Y, ¿si fuera ella? [Demo]» | 5:22     |  |

| Más y remezclas (edición CD Doble) |                                  |          |  |
| N.º                                | Título                           | Duración |  |
| 1.                                 | «Corazón partío»                 | 5:46     |  |
| 2.                                 | «Corazón partío [Latin Mix]»     | 4:40     |  |
| 3.                                 | «Corazón partío [Club Mix]»      | 8:33     |  |
| 4.                                 | «Corazón partío [Club Mix Edit]» | 4:30     |  |

| Más (edición especial -DVD) |                                                         |          |  |
| N.º                         | Título                                                  | Duración |  |
| 1.                          | «Y, ¿Si Fuera Ella? (Videoclip)»                        |          |  |
| 2.                          | «Corazón Partío (Videoclip)»                            |          |  |
| 3.                          | «Amiga Mía (Videoclip)»                                 |          |  |
| 4.                          | «Aquello Que Me Diste (Videoclip)»                      |          |  |
| 5.                          | «La Distancia (piano y voz) (Concierto Brasil)»         |          |  |
| 6.                          | «Si Hay Dios... (Versión Gospel) (Premios Amigo)»       |          |  |
| 7.                          | «Hoy Que No Estás (El Concierto: Tour Más 98)»          |          |  |
| 8.                          | «La Margarita Dijo No (El Concierto: Tour Más 98)»      |          |  |
| 9.                          | «Y, ¿Si Fuera Ella? (El Concierto: Tour Más 98)»        |          |  |
| 10.                         | «Un Charquito De Estrellas (El Concierto: Tour Más 98)» |          |  |
| 11.                         | «Siempre Es De Noche (El Concierto: Tour Más 98)»       |          |  |
| 12.                         | «Si Hay Dios (El Concierto: Tour Más 98)»               |          |  |
| 13.                         | «Aquello Que Me Diste (El Concierto: Tour Más 98)»      |          |  |
| 14.                         | «Amiga Mía (El Concierto: Tour Más 98)»                 |          |  |
| 15.                         | «Corazón Partío (El Concierto: Tour Más 98)»            |          |  |

## Créditos y personal
- Producido Por: Miguel Ángel Arenas y Emanuele Ruffinengo
- Asistente de Producción: Pedro Miguel Ledo
- Concepto Musical: Alejandro Sanz
- Arreglos: Emanuele Ruffinengo
- Arreglos de Metales en "Corazón Partío": Lulo Pérez & Emanuele Ruffinengo
- Arreglos de Coros: Luca Jurman & Emanuele Ruffinengo
- Fotografías: Jesús Ugalde
- Asistente de Fotografía: Jesús López
- Estilismo: Juanjo Mánez
- Asistente de Estilismo: Lola López
- Maquillaje: Yolanda López
- Peluquería: Javier Cofiño
- Dirección de Arte & Diseño Gráfico: Rafael Sañudo
- Tratamiento de Imagen: David Quiles
- Estudios de Grabación: Excalibur, Morning (Milán, Italia), Plastic (Roma, Italia)
- Técnicos de Sonido (Grabación): Luca Vittori, Fabrizio Facioni, Nino Giuffrida, Giamba Lizzori & Juan Vinader
- Estudios de Grabación Adicionales: Red Led & Sintonía (Madrid, España)
- Técnicos de Sonido (Grabación): Oscar Clavel & Oscar Vinader
- Mezclado en: Logic & Morning (Milán, Italia)
- Técnicos de Sonido (Mezcla): Renato Cantele & Maurizio Biancani
- Masterizado en: Nautilus (Milán, Italia)
- Técnico de Sonido (Masterización): Antonio Baglio
- Alejandro Sanz - Vocals, Guitarra española
- Rubem Dantas - Percusión
- Lele Melotti - Batería
- Saverio Porciello - Guitarra acústica
- Vicente Amigo - Artista invitado y guitarra española
- Pedro Sánchez - Coros
- Luca Jurman - Coros
- Joan Bibiloni - Guitarra acústica
- Ludovico Vagnone - Guitarra eléctrica
- Paolo Costa - Bajo
- Manolo Toro - Bajo
- Emanuele Ruffinengo - Piano, teclados & programación
- Lulo Pérez - Trompeta y Fliscorno
- José Luis Medrano - Trompeta
- Alfredo Paixao - Bajo
- Roberto Manzin - Saxofón
- Lázaro Ordóñez - Trombón
- Sergio Lavandera - Saxofón
- Mayte Pizarro - Coros
- Paola Repele - Coros
- Elio Ribagli - Batería
- Elena Roggero - Coros
- Grupo Folclórico del Cora del Valle - Coros
- Eva Durán - Coros
- Vicente Amigo aparece Por Cortesía de Sony Music Entertainment

## Listas de ventas
| País           | Proveedor    | Certificaciones | Copias vendidas |
| Europa         |              |                 |                 |
| España         | Promusicae   | 22x Platino     | 2.200.000       |
| Europa         | IFPI         | 2x Platino      | 2.000.000       |
| América        |              |                 |                 |
| Estados Unidos | RIAA (Latin) | 6x Platino      | 600.000         |
| Argentina      | CAPIF        | 5x Platino      | 300.000         |
| México         | Amprofon     | 3x Platino      | 750.000         |
| Brasil         | ABPD         | Oro             | 100.000         |

### Anuales
| País   | Asociación | Lista          | Posición anual           | Ref.          |
| España | Promusicae | Top 50 Álbumes | 1997: 1 1998: 1 1999: 10 | [ 11 ] [ 12 ] |